# Alexander Hurd
Pour les articles homonymes, voir Hurd.
Alexander Hurd, né le 21 juillet 1910 à Montréal et mort le 28 mai 1982 à  Tampa, est un patineur de vitesse canadien. Il est notamment double médaillé aux Jeux olympiques d'hiver de 1932.

## Carrière
Alexander Hurd participe aux Jeux olympiques d'hiver de 1932 à Lake Placid aux États-Unis. Avantagé par l'utilisation du système nord-américain, avec départs en groupe et non par deux, il remporte la médaille d'argent sur 1 500 mètres et la médaille de bronze 500 mètres. Il est également sélectionné pour les Jeux olympiques d'hiver de 1936 organisés à Garmisch-Partenkirchen en Allemagne, mais n'y participe pas car il n'a pas assez d'argent pour financer son voyage.

## Records personnels
- 500 mètres : 43 s 8
- 1 500 mètres : 2 min 27 s 1
- 5 000 mètres : 8 min 50 s 6
- 10 000 mètres : 19 min 20 s[1]